# Bosellia cohellia
Bosellia cohellia is een slakkensoort uit de familie van de Plakobranchidae. De wetenschappelijke naam van de soort is voor het eerst geldig gepubliceerd in 1978 door Marcus.